# Термонд (Западна Вирџинија)
Термонд (енгл. Thurmond) град је у америчкој савезној држави Западна Вирџинија.

## Демографија
По попису из 2010. године број становника је 5, што је 2 (-28,6%) становника мање него 2000. године.
| Група             | 2000.      | 2010.      |
| Белци             | 7 (100,0%) | 5 (100,0%) |
| Афроамериканци    | 0 (0,0%)   | 0 (0,0%)   |
| Азијати           | 0 (0,0%)   | 0 (0,0%)   |
| Хиспаноамериканци | 0 (0,0%)   | 0 (0,0%)   |
| Укупно            | 7          | 5          |